# Marie Thérèse de Bourbon-Condé

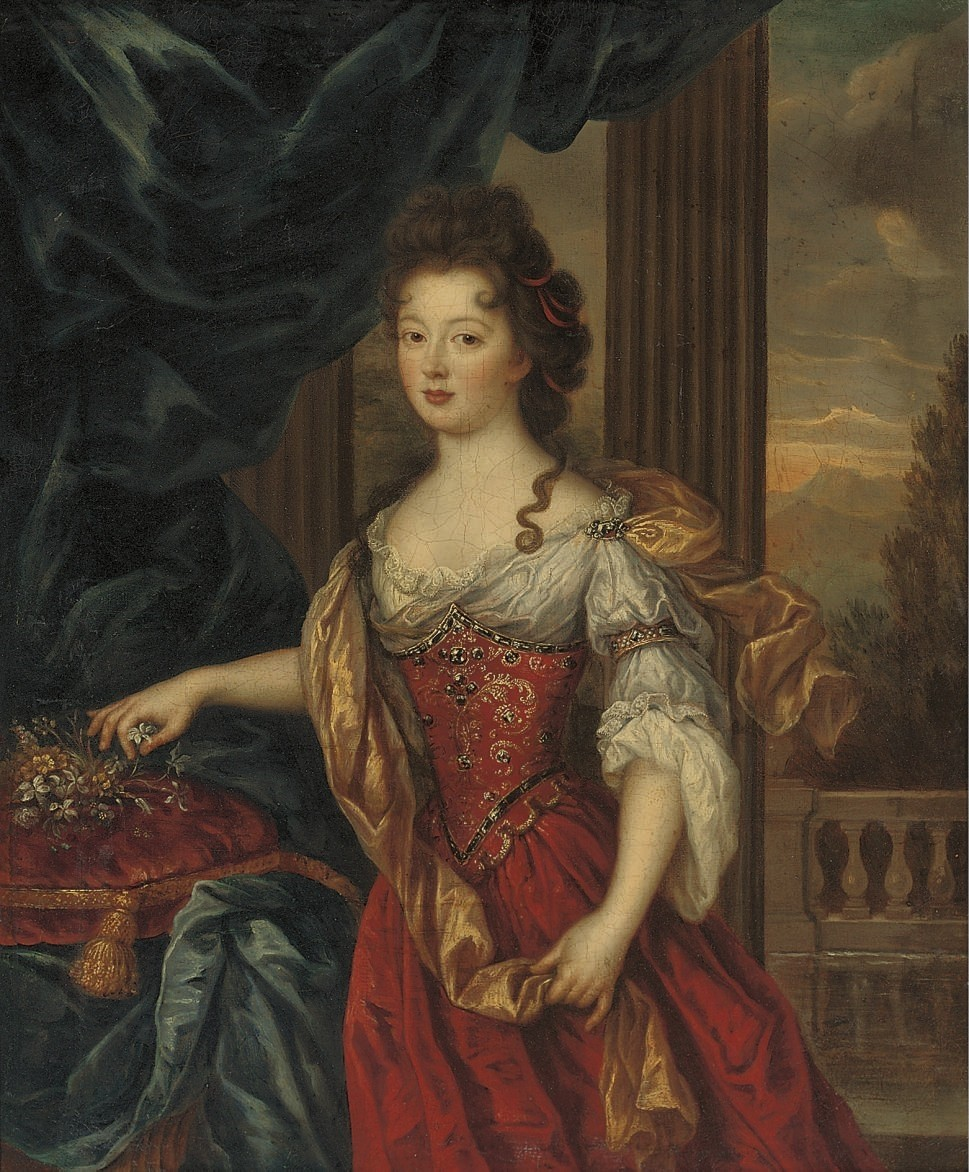
Marie Thérèse de Bourbon-Condé, Porträt von Pierre Mignard

Marie Thérèse de Bourbon-Condé, Mademoiselle de Bourbon (* 1. Februar 1666 in Paris; † 22. Januar 1732 ebenda) war die Tochter von Henri Jules de Bourbon, Fürst von Condé, und dessen Frau Anna Henriette von Pfalz-Simmern.

## Leben
Marie Thérèse heiratete in Versailles am 22. Januar 1688 den Cousin ihres Vaters, François Louis de Bourbon, Fürst von Conti (1664–1709). Wegen der nahen Verwandtschaft wurde von König Ludwig XIV. eine Erlaubnis und von Papst Innozenz XI. ein Dispens eingeholt. Von den sieben Kindern, die sie zur Welt brachte, haben nur zwei Töchter und ein Sohn das Erwachsenenalter erreicht. Nach dem Tod ihres Mannes lebte sie noch 23 Jahre und starb mit 66 Jahren im Hôtel de Conti in Paris.

## Kinder
- Marie Anne (* 18. April 1689; † 21. März 1720), ⚭ 1713 mit Louis Henri, Fürst von Condé
- Sohn (* 18. November 1693; † 22. November 1693)
- Sohn (* 1. Dezember 1694; † 25. April 1698)
- Louis Armand (1695–1727), Fürst von Conti
- Louise Adelaide (* 2. November 1696; † 20. November 1750)
- Tochter (* 19. November 1697; † 13. August 1699)
- Louis François (* 27. Juli 1703; † 21. Januar 1704)